# کوریج مای لاو
کوریج مای لاو (به انگلیسی: Courage My Love) گروهٔ موسیقی راک کانادایی مستقر در کیچنر، انتاریو می‌باشد که در سال ۲۰۰۹ توسط دوقلوهایی به‌نام‌های مرسدس آرن-هورن و فونیکس آرن-هورن به‌علاوه بیس‌زن برندون لاک‌وود به‌وجود آمد.